# エチルビニルエーテル
エチルビニルエーテル（Ethyl Vinyl Ether、エトキシエテン（ethoxyethene）とも）は、エチル基とビニル基が結合したエーテルの一種である。

## 用途
フォトレジストや有機合成化学、ポリマーの原料となる。

## 安全性
引火点は-45℃と低く、このことから日本の消防法ではエチルビニルエーテルを危険物第4類の特殊引火物と定めている。熱や光の照射、過酸化物などの重合開始剤との接触により重合反応が生じることがある。爆発性の過酸化物を生じることがある。また、本剤と空気との混合蒸気は爆発性を持つ。本剤の吸入により麻酔作用が生じる。